# Minimumgesetz

Minimum-Tonne

Das Minimumgesetz (von lateinisch minimum, „das Geringste“), das 1828 von Carl Sprengel erstmals formuliert und später von Justus von Liebig weiterentwickelt wurde, besagt, dass das Wachstum von Pflanzen durch jene Ressource begrenzt wird, die im Verhältnis am knappsten ist. Diese sogenannte Minimumressource kann Nährstoffe sowie Kohlenstoffdioxid, Wasser, Licht und Temperatur umfassen. Das Gesetz lässt sich einfach zusammenfassen: Der Ertrag einer Pflanze wird von jenem Faktor bestimmt, der am wenigsten verfügbar ist. Eine Zufuhr anderer Ressourcen zeigt erst dann Wirkung, wenn der Mangelfaktor ausgeglichen wird. Das Minimumgesetz bildet bis heute eine zentrale Grundlage bei der Düngung.
Erste systematische Untersuchungen zum Minimumgesetz führte Carl Sprengel ab 1828 durch, angeregt durch seine Tätigkeit in Möglin als Schüler des Vaters rationeller Landwirtschaft, Albrecht Daniel Thaer. Er begründete das Minimumgesetz in der Mineraltheorie „...denn es ist nicht zu bestreiten, wenn eine Pflanze 12 Stoffe zu ihrer Ausbildung bedarf, so wird sie nimmer  aufkommen, wenn nur ein einziger an dieser Zahl fehlt, und stets kümmerlich wird sie wachsen, wenn einer derselben nicht in derjenigen Menge vorhanden ist, als es die Natur der Pflanze erheischt“ (vgl. Wendt 1950, S. 129).
Als Modell des Gesetzes fungiert die Faßregel, illustriert als „Minimum-Tonne“: Eine Tonne mit unterschiedlich langen Dauben lässt sich nur bis zur Höhe der kürzesten Daube füllen. Genauso kann ein Organismus sich nur so weit entwickeln, wie es die knappste Ressource erlaubt.
In der ökonomischen Theorie der Produktion findet sich ein ähnliches Prinzip in der Leontief-Produktionsfunktion, die beschreibt, wie Engpässe in der Verfügbarkeit von Produktionsfaktoren die gesamte Produktionsleistung beeinflussen können.

## Minimumfaktor und Ertrag
Das Minimumgesetz bildet eine besondere Grundlage der quantitativen Agrikulturchemie seit Mitte des 19. Jahrhunderts. Zu jener Zeit waren viele Böden in Mitteleuropa durch die starke Nutzung an zahlreichen Nährstoffen verarmt. Die Einführung der Mineraldüngung brachte ganz erhebliche Ertragssteigerungen. Heute sind fünf- bis sechsfach höhere Erträge üblich.
Im Laufe der Zeit zeigte sich, dass das Minimumgesetz nicht unter allen Bedingungen einheitlich gilt. Es wurde daher 1895 von Georg Liebscher mit dem Optimumgesetz ergänzt: Die Pflanzen nutzen den im Minimum vorhandenen Produktionsfaktor zu umso größerer Substanzproduktion aus, je mehr die anderen Produktionsfaktoren in optimalen Verhältnissen vorliegen.
1909 erschien dann Eilhard Alfred Mitscherlichs Beitrag Das Gesetz des Minimums und das Gesetz des abnehmenden Bodenertrages. Demnach kann jeder einzelne Wachstumsfaktor mit einer ihm spezifischen Intensität (Wirkungsfaktor) die Ertragshöhe steigern. Mit zunehmender Annäherung an den Höchstertrag wird jedoch durch eine weitere Steigerung eines Wachstumsfaktors im Vergleich zum Aufwand der Mehrertrag deutlich geringer.

### Futtermittel-Supplementierung
Die biologische Wertigkeit der Proteine von Lebensmitteln und Futtermitteln wird durch die jeweils im Verhältnis knappste Aminosäure bestimmt. Durch die Zugabe geringer Mengen einer nährwertlimitierenden Aminosäure zu einem Futtermittel kann dessen Nährwert deutlich gesteigert werden. Die
Supplementierung von Futtermitteln mit Lysin und/oder Methionin ist mit mehreren Milliarden € Jahresumsatz von erheblicher wirtschaftlicher Bedeutung für industrielle Aminosäure-Hersteller.